# Ardea (állatnem)
Az Ardea a madarak (Aves) osztályának gödényalakúak (Pelecaniformes) rendjébe, ezen belül a gémfélék (Ardeidae) családjába és a gémformák (Ardeinae) alcsaládjába tartozó nem.

## Rendszerezés
A nembe az alábbi 12 élő faj tartozik:
- nagy kócsag (Ardea alba) Linnaeus, 1758
  - Ardea alba modesta J.E. Gray, 1831 - egyes ornitológus szerint önálló faj
- szürke gém (Ardea cinerea) Linnaeus, 1758 - típusfaj
- kókuszgém (Ardea cocoi) Linnaeus, 1766
- óriásgém (Ardea goliath) Cretzschmar, 1827
- királygém (Ardea herodias) Linnaeus, 1758
- madagaszkári gém (Ardea humbloti) Milne-Edwards & Grandidier, 1885
- fehérhasú gém (Ardea insignis) Hume, 1878
- feketenyakú gém (Ardea melanocephala) (Vigors & Children, 1826)
- fehérnyakú gém (Ardea pacifica) Latham, 1801
- tarka kócsag (Ardea picata) (Gould, 1845)
- vörös gém (Ardea purpurea) (Linnaeus, 1766)
- nagycsőrű gém (Ardea sumatrana) Raffles, 1822

Az Ardea nemen belül egyes fajok közelebbi rokonságban állnak egymással, mint másokkal; ilyenek: a szürke gém, a királygém és a kókuszgém, melyek a nemen belül szuper-fajcsoportot alkotnak. A nagy kócsagot egyesek Egretta alba vagy Casmerodius alba néven írják le, vagy sorolják be, bár alaktanilag a nagyobb testű Ardea-fajokhoz hasonlít. Az Egretta nembéli kis kócsaggal (Egretta garzetta), csak a fehér színét osztja meg.

### Fosszilis fajok
Az alábbi lista a fosszilis Ardea-fajokat foglalja magába, bár további kutatások kideríthetik, hogy ezek közül néhány valójában Egretta-faj:
- Ardea bennuides (késő negyedidőszak)
- Ardea sp. (középső miocén; Observation Quarry, USA)
- Ardea sp. (késő miocén; Love Bone Bed, USA)
- Ardea polkensis (kora pliocén; Bone Valley, USA)
- Ardea sp. (kora pleisztocén; Macasphalt Shell Pit, USA)
- Ardea howardae

### Korábbi Ardea taxonok
A korábban gémformának vélt Ardea perplexa, manapság az íbiszfélékhez tartozó Geronticusokhoz, vagy azok valamelyik rokonához tartozik. Az „Ardea formosa” nomen nudum, mára a Proardeola szinonimája. Az „Ardea” brunhuberi a Közép-Európában élt kora – középső miocén kori Phalacrocorax intermedius szinonimája, míg az „A.” similis a fácánformák egyik fosszilis fajának, a Miogallus altusnak a szinonimája. Az „Ardea” lignitum nevű kövületek egy nagy bagolyféle maradványainak bizonyultak; ez a bagoly akár az uhu (Bubo bubo) is lehet.

## Képek

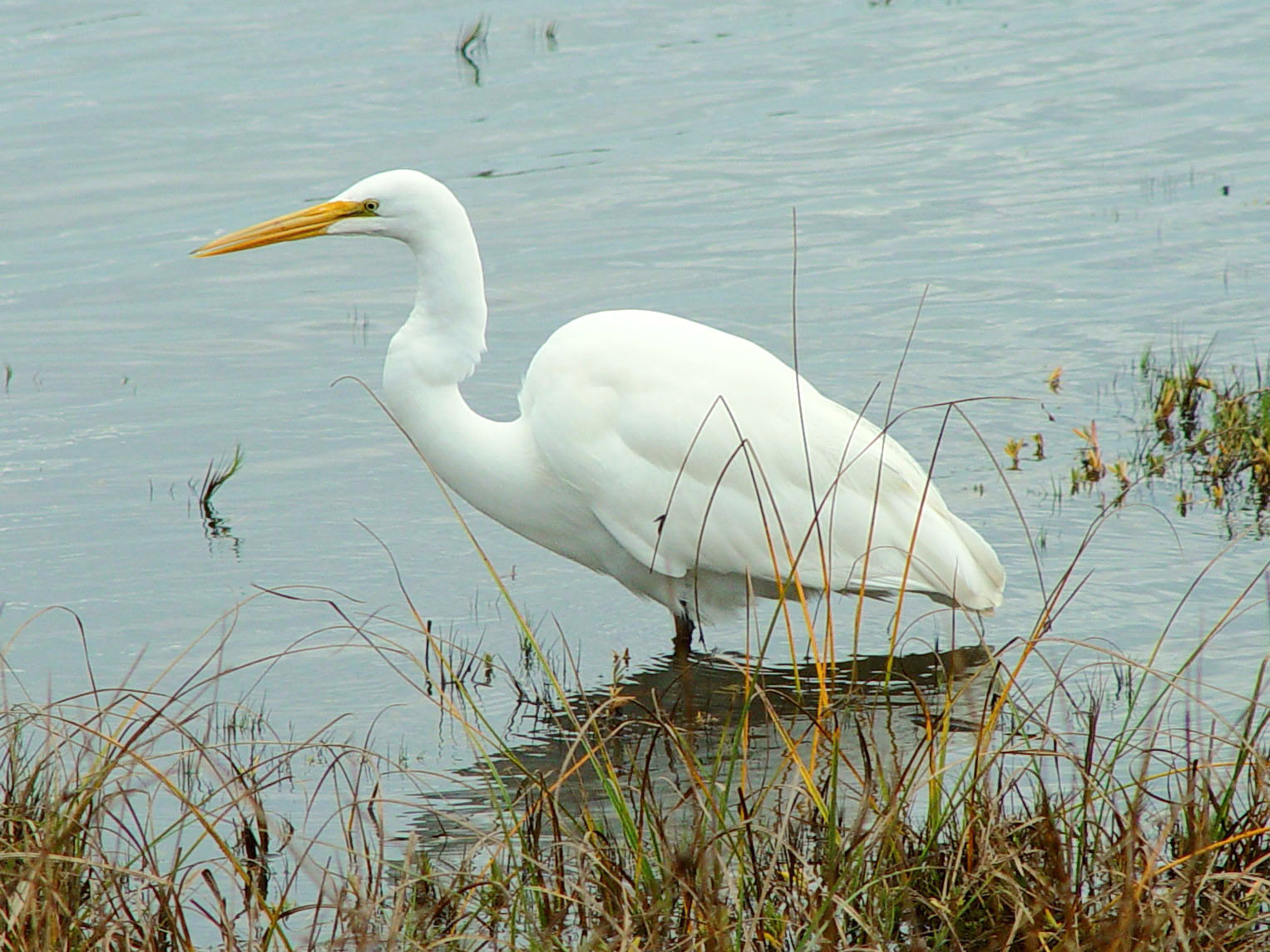
Nagy kócsag
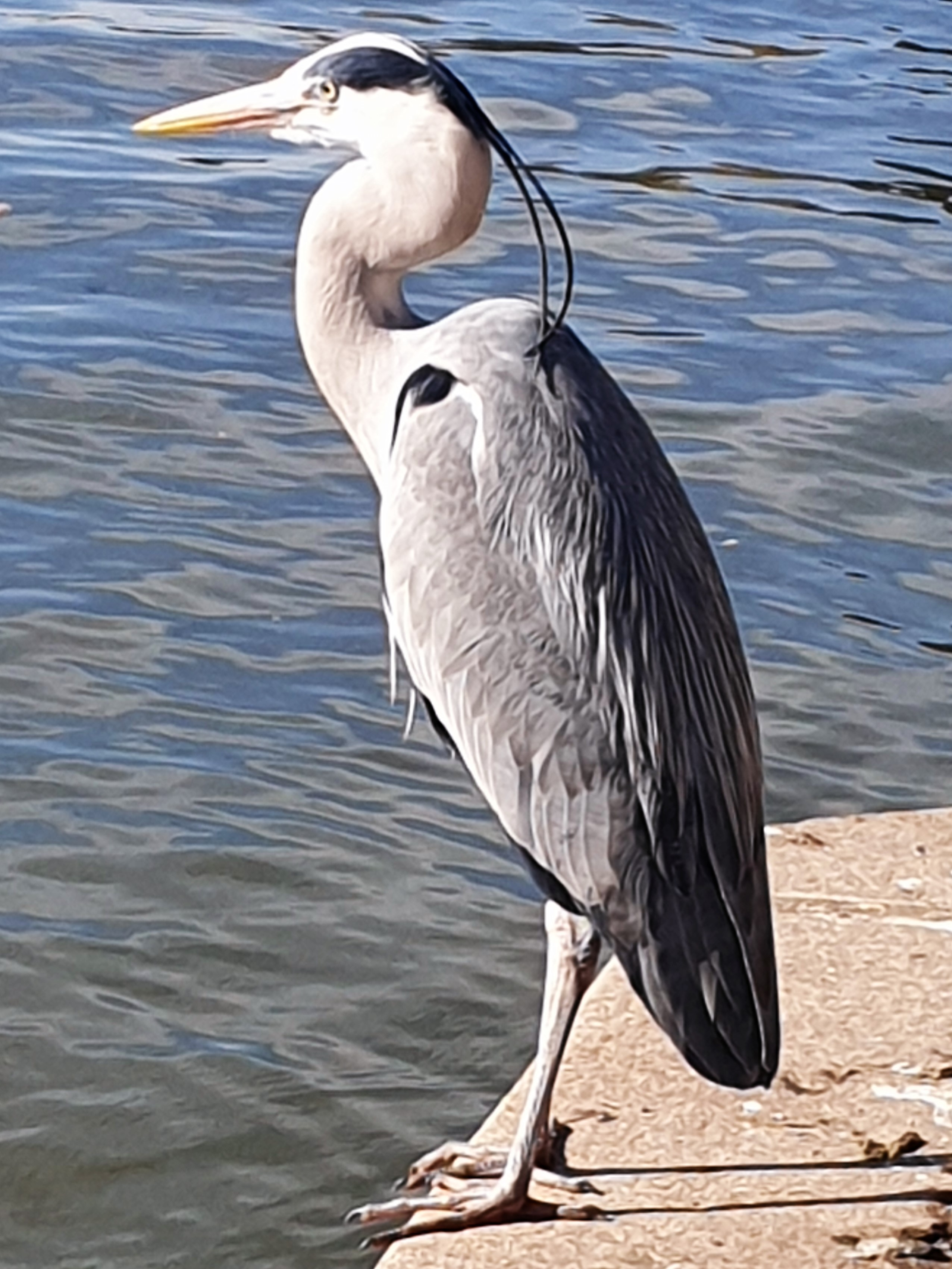
Szürke gém
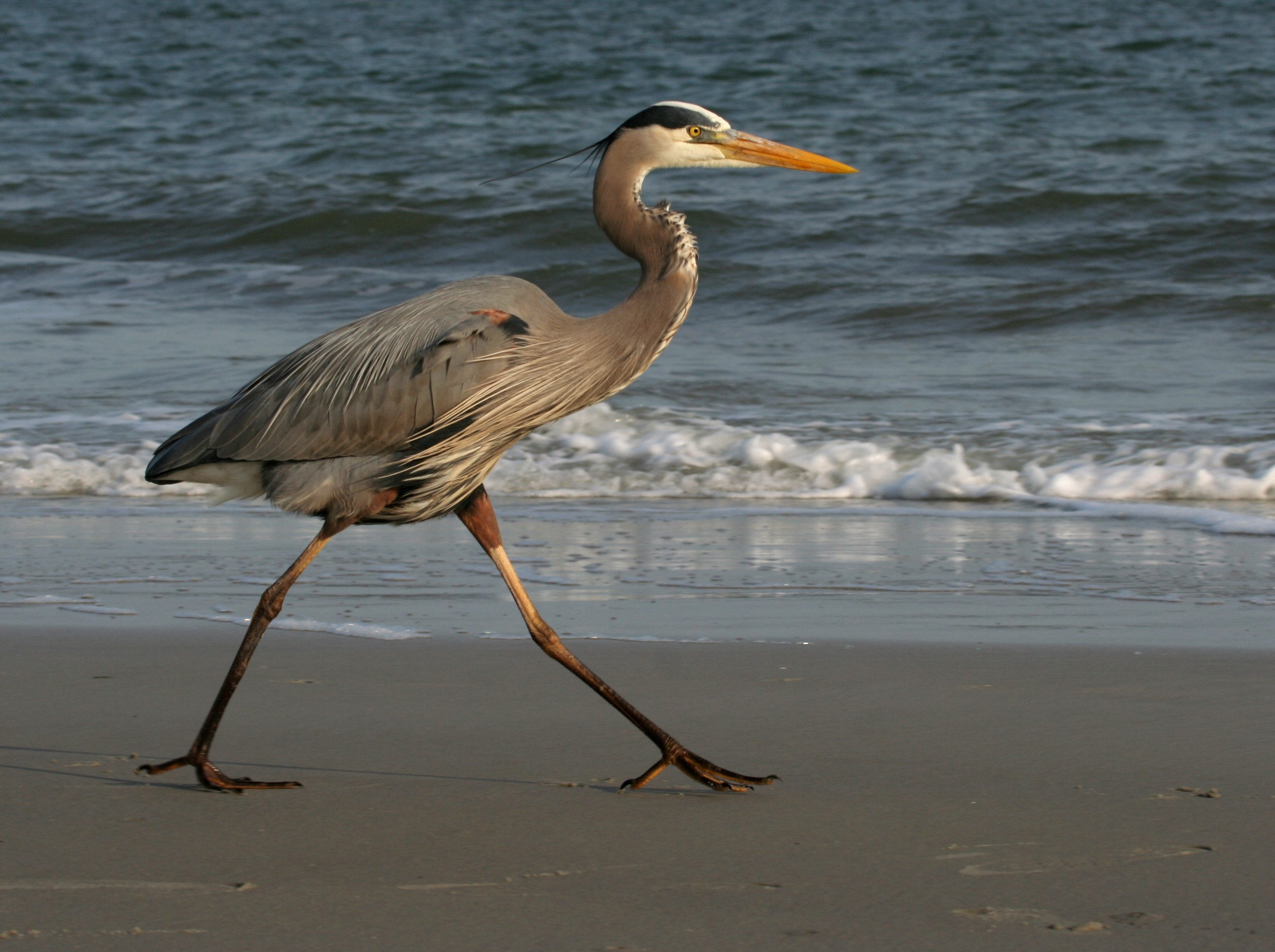
Királygém

## Fordítás
- Ez a szócikk részben vagy egészben  az   Ardea (genus) című angol Wikipédia-szócikk ezen változatának fordításán alapul.  Az eredeti cikk szerkesztőit annak laptörténete sorolja fel. Ez a jelzés csupán a megfogalmazás eredetét és a szerzői jogokat jelzi, nem szolgál a cikkben szereplő információk forrásmegjelöléseként.